# Neopalpa donaldtrumpi
Neopalpa donaldtrumpi là một loài bướm đêm thuộc chi Neopalpa phân bố tại miền Nam California và Bắc Mexico. Loài này được mô tả lần đầu tiên bởi nhà khoa học người Canada Vazrick Nazari trong tháng 1 năm 2017. Ông đã chọn tên này vì lông trên đầu của loài bướm trông giống như mái tóc của Donald Trump.

## Phát hiện
Chi Neopalpa bao gồm loài Neopalpa neonata lần đầu tiên được mô tả vào năm 1998 bởi Dalibor Povolný. Gần hai thập kỷ sau đó, Vazrick Nazari xem xét các tài liệu, bao gồm các mẫu vật khác nhau đã được thu thập từ các mô tả đầu tiên của chi, từ Bảo tàng Côn trùng Bohart. Ông phát hiện ra rằng một số các mẫu vật thực sự hình thành một loài mới riêng biệt, mà ông gọi là Neopalpa donaldtrumpi do màu trắng vàng của lông trên đỉnh đầu của nó, khiến ông nhớ đến kiểu tóc của Donald Trump.

## Mô tả

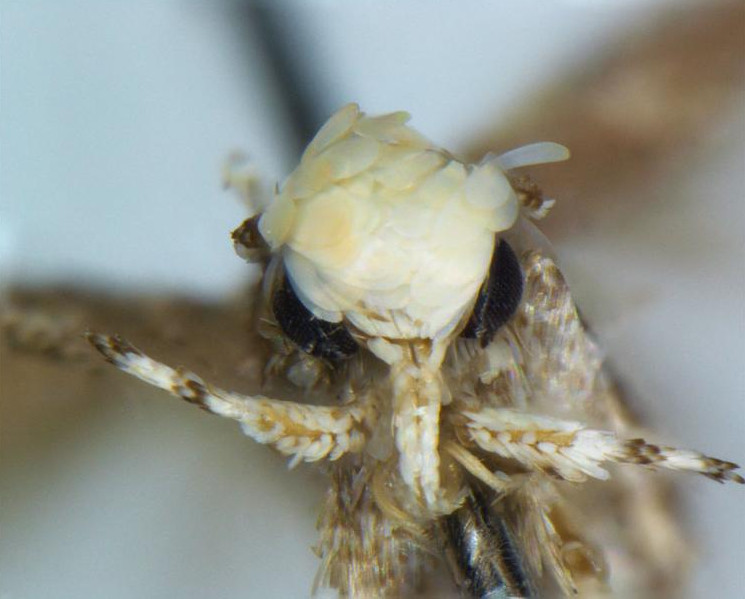
Đầu của N. donaldtrumpi

Mặt trên các cánh trước của N. donaldtrumpi có màu vàng cam ngoại trừ các mảng màu nâu sẫm ở rìa và các phần trước của cánh. Chiều dài giữa các cánh trước là 3 mm (0,12 in) đến 4,6 mm (0,18 in). Cánh sau có màu da bò nhạt, rìa tối. Cả đực và cái đều có màu cánh giống nhau. Râu của nó dài khoảng hai phần ba sải cánh và đầu có phủ lông màu trắng vàng, gợi ý tên của loài này. So với N. neonata, các loài khác trong chi, cấu trúc bộ phận sinh dục đực của N. donaldtrumpi nhỏ hơn và cơ quan sinh dục cái có rất ít lông cứng nhỏ.

## Phân bố
Trong khi N. neonata phân bố trên khắp California, Baja California và Tây Bắc Mexico, các cá thể của N. donaldtrumpi cho đến nay chỉ được tìm thấy ở nửa phía bắc của Baja California và các quận Riverside và Imperial ở Nam California.

## Sinh thái
N. donaldtrumpi này được biết đến với xu hướng quay trong vòng tròn trên lá. Loài này dường như có sự phân bố đều trong năm, nhưng tuổi thọ của nó chưa được biết đến. Môi trường sống của nó đang bị đe dọa bởi đô thị hóa.

## Hình ảnh

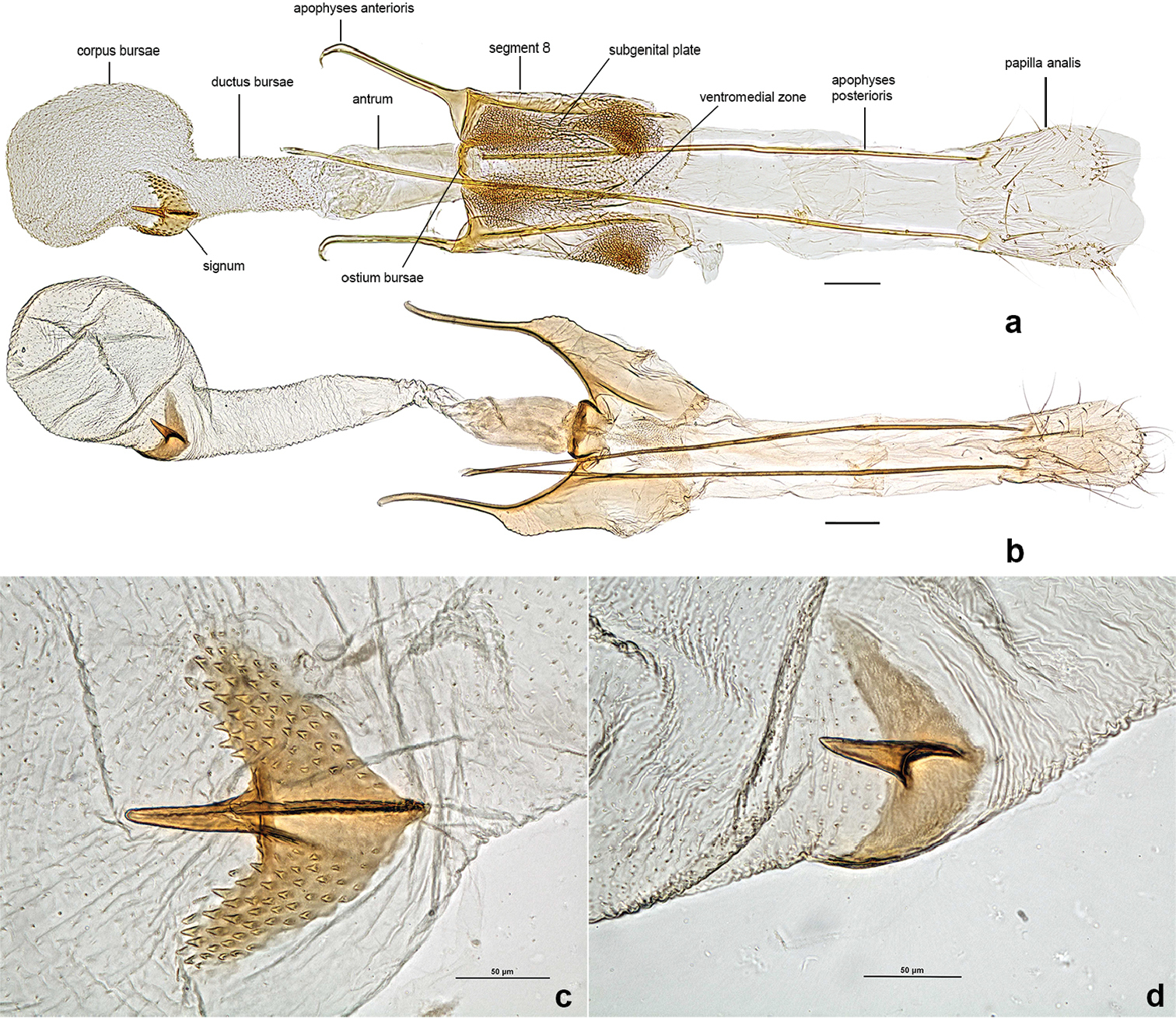
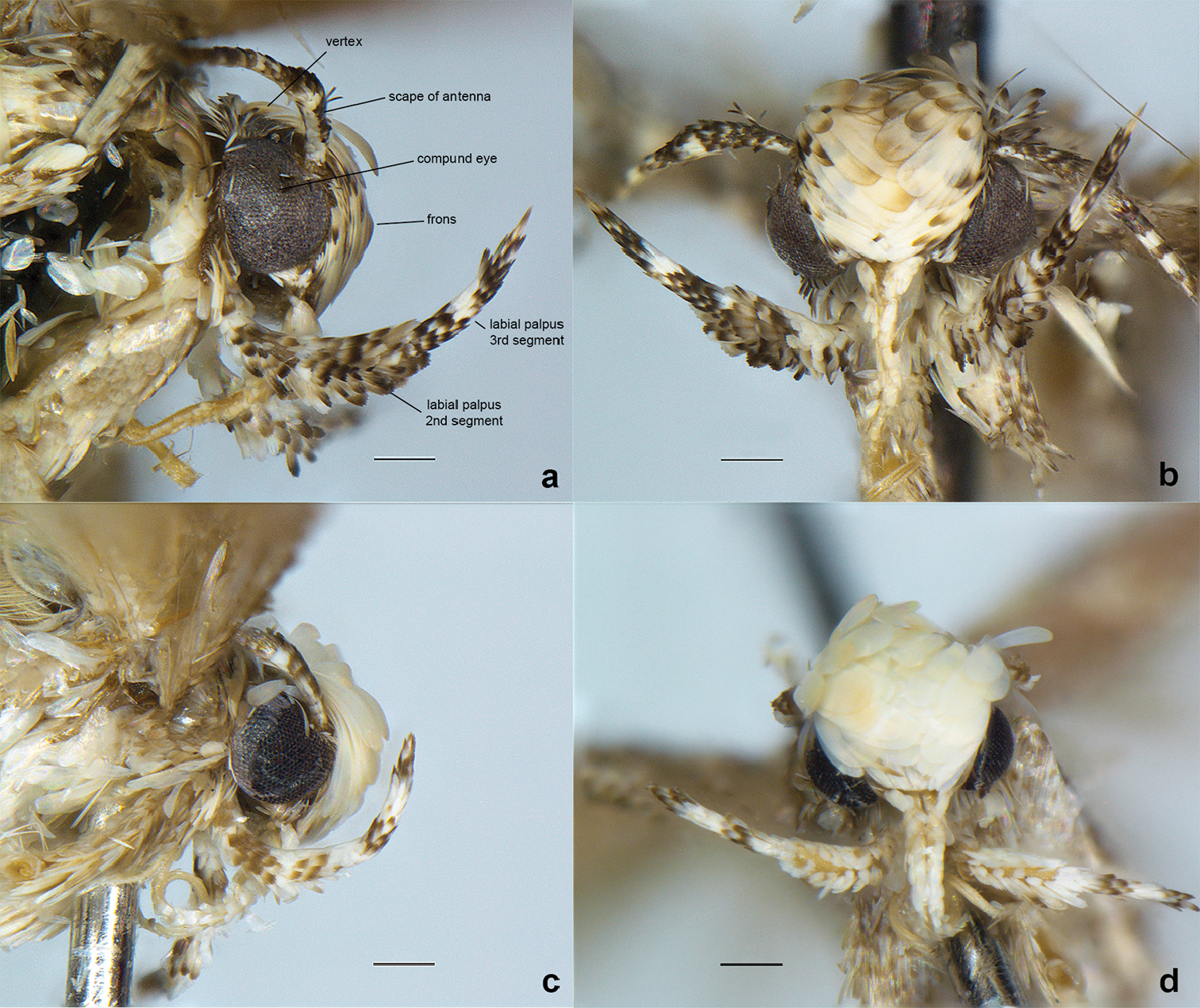
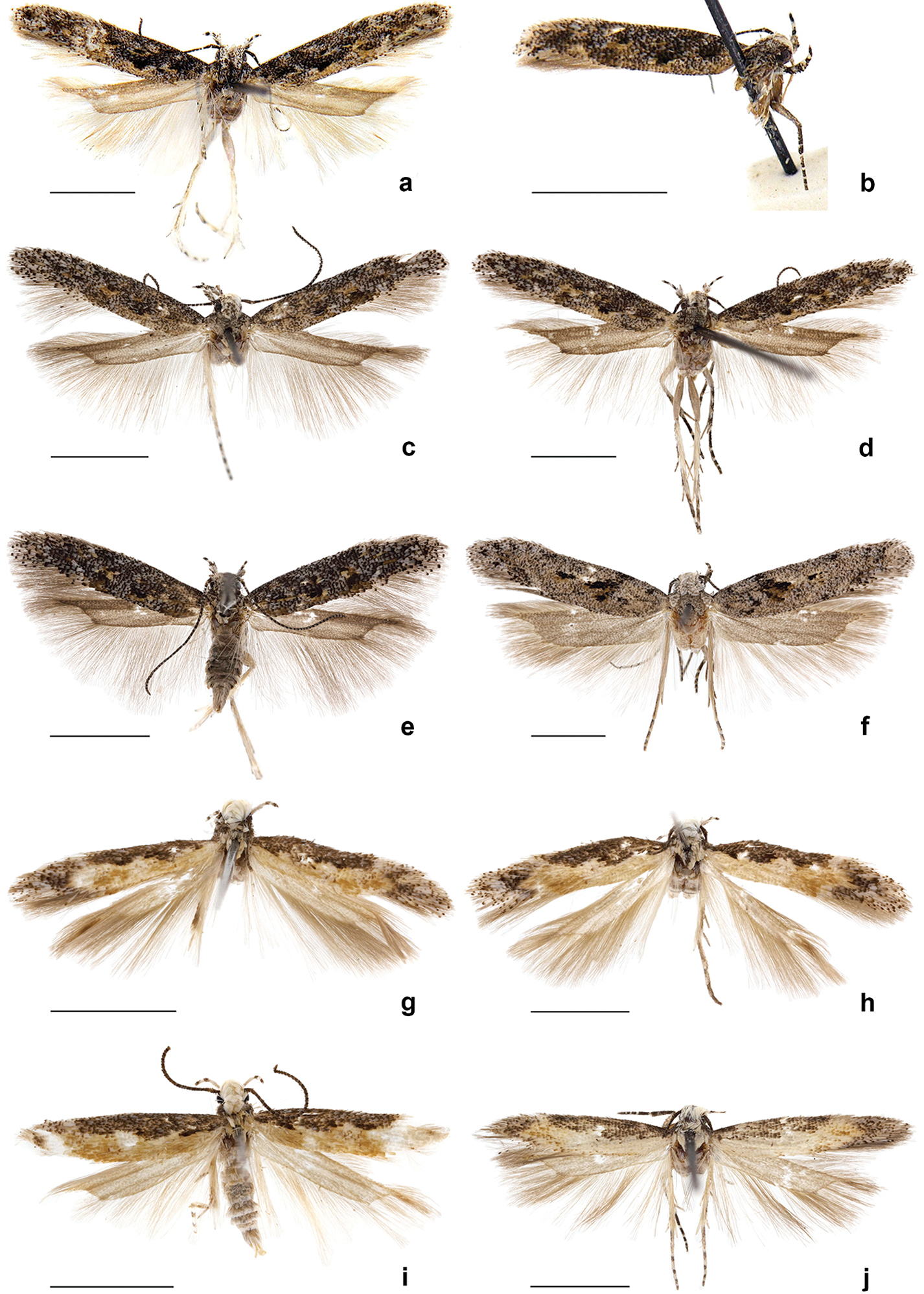